# Christiansburg (Wirginia)
Christiansburg – miasto (town), ośrodek administracyjny hrabstwa Montgomery, w zachodniej części stanu Wirginia, w Stanach Zjednoczonych, położone u podnóża Pasma Błękitnego. Według spisu w 2020 roku liczy 23,3 tys. mieszkańców. Należy do obszaru metropolitalnego Blacksburga.
W połowie XVIII założona tutaj została plantacja Hans Meadow. Miasto założone zostało w 1792 roku i nazwane na cześć pułkownika Williama Christiana, uczestnika walk z Indianami.